# Стиль АПА
Стиль АПА (англ. American Psychological Association (APA) Style) — широко распространённая в общественных науках на Западе форма оформления академических работ, разработанная Американской ассоциацией психологов. Руководство по публикации американской психологической ассоциации (англ. Publication Manual of the American Psychological Association) содержит рекомендации по организации статьи, а также рекомендации по оформлению цитат, сносок, таблиц, шрифта и структуры статьи.

## Область применения
Применяется в англоязычных научно-исследовательских публикациях в таких сферах, как психология, бизнес, криминология, экономика, педагогика (в том числе прикладная лингвистика), социология.

## Секции
Работа, написанная в соответствии с рекомендациями АПА, содержит:
1. Заглавную страницу
2. Аннотацию
3. Основную часть
4. Источники литературы
5. Заключение
6. Сноски
7. Таблицы на отдельных страницах каждая
8. Графики на отдельных страницах каждый

Пример цитаты
- Стиль АПА. (2008, 9 ноября). Википедия, свободная энциклопедия. Проверено в 11:48, 9 ноября 2008 по http://ru.wikipedia.org/?oldid=11891319.